# Dyschoriste multicaulis
Dyschoriste multicaulis là một loài thực vật có hoa trong họ Ô rô. Loài này được (T.Anderson) Kuntze mô tả khoa học đầu tiên năm 1891.